# Eredivisie 2018
La Eredivisie 2018 è la 34ª edizione del campionato di football americano di primo livello, organizzato dalla AFBN.
Prima dell'inizio della stagione gli Amsterdam Crusaders hanno annunciato la loro rinuncia a disputare il campionato nazionale per dedicarsi unicamente all'attività internazionale.

## Squadre partecipanti
| Club                            | Città     | Stadio | Sponsor ufficiale | Risultato nella stagione 2017 |
| ------------------------------- | --------- | ------ | ----------------- | ----------------------------- |
| 010 Trojans/ Spijkenisse Scouts | Rotterdam |        |                   |                               |
| Arnhem Falcons                  | Arnhem    |        |                   |                               |
| Hilversum Hurricanes            | Hilversum |        |                   |                               |
| Lelystad Commanders             | Lelystad  |        |                   |                               |
| Lightning Leiden                | Leida     |        |                   |                               |

## Stagione regolare

### Calendario

#### 1ª giornata
| Arnhem 18 febbraio 2018, ore 14:00 | Arnhem Falcons | 38 – 8 referto | Lightning Leiden | Sportpark 't Cranevelt |

#### 2ª giornata
| Spijkenisse 4 marzo 2018, ore 14:00 | 010 Trojans /Spijkenisse Scouts | 6 – 35 referto | Arnhem Falcons | Tennispad 2 |

#### 3ª giornata
| Leida 17 marzo 2018, ore 19:00 | Lightning Leiden | 7 – 15 (0-0 7-0 0-0 0-15) referto | Hilversum Hurricanes |  |

#### 4ª giornata
| Lelystad 25 marzo 2018, ore 14:00 | Lelystad Commanders | 11 – 0 (8-0 3-0 0-0 0-0) referto | 010 Trojans/ Spijkenisse Scouts |  |

#### 5ª giornata
| Leida 1º aprile 2018, ore 14:00 | Lightning Leiden | 12 – 25 (6-6 6-0 0-13 0-6) referto | Lelystad Commanders |  |

| Loosdrecht 1º aprile 2018, ore 15:00 | Hilversum Hurricanes | 31 – 0 (15-0 0-0 3-0 13-0) referto | Arnhem Falcons |  |

#### 6ª giornata
| Rotterdam 14 aprile 2018, ore 19:00 | 010 Trojans /Spijkenisse Scouts | 18 – 35 (18-7 0-7 0-0 0-21) referto | Lightning Leiden | Sportplaza Zuiderpark |

| Nimega 15 aprile 2018, ore 11:00 | Arnhem Falcons | 14 – 24 (0-0 0-14 7-3 7-7) referto | Lelystad Commanders | Sportpark Vossendijk |

#### 7ª giornata
| Lelystad 21 aprile 2018, ore 19:00 | Lelystad Commanders | 26 – 20 referto | Hilversum Hurricanes | Sportpark Doggersbank |

| Leida 22 aprile 2018, ore 14:00 | Lightning Leiden | 20 – 28 referto | Arnhem Falcons |  |

#### 8ª giornata
| Spijkenisse 29 aprile 2018, ore 14:00 | 010 Trojans /Spijkenisse Scouts | 24 – 46 (0-14 6-19 6-7 12-6) referto | Hilversum Hurricanes | Tennispad 2 |

#### 9ª giornata
| Leida 12 maggio 2018, ore 19:00 | Lightning Leiden | 35 – 0 referto | 010 Trojans/ Spijkenisse Scouts |  |

| Loosdrecht 13 maggio 2018, ore 14:00 | Hilversum Hurricanes | 7 – 9 referto | Lelystad Commanders |  |

#### 10ª giornata
| Arnhem 19 maggio 2018, ore 19:00 | Arnhem Falcons | 20 – 0 (a tavolino) referto | 010 Trojans/ Spijkenisse Scouts |  |

#### 11ª giornata
| Loosdrecht 27 maggio 2018, ore 11:00 | Hilversum Hurricanes | 13 – 7 (0-0 3-7 7-0 3-0) referto | Lightning Leiden |  |

| Spijkenisse 27 maggio 2018, ore 14:00 | 010 Trojans /Spijkenisse Scouts | 0 – 24 referto | Lelystad Commanders | Tennispad 2 |

#### 12ª giornata
| Loosdrecht 9 giugno 2018, ore 19:00 | Hilversum Hurricanes | 35 – 8 referto | 010 Trojans/ Spijkenisse Scouts |  |

| Lelystad 10 giugno 2018, ore 14:00 | Lelystad Commanders | 19 – 32 referto | Arnhem Falcons |  |

#### 13ª giornata
| Arnhem 16 giugno 2018, ore 19:00 | Arnhem Falcons | 10 – 12 referto | Hilversum Hurricanes |  |

| Lelystad 17 giugno 2018, ore 15:00 | Lelystad Commanders | 14 – 19 referto | Lightning Leiden |  |

### Classifica
La classifica della regular season è la seguente:
- PCT = percentuale di vittorie, G = partite giocate, V = partite vinte, P = partite perse, PF = punti fatti, PS = punti subiti

| Pos. | Squadra                         | PCT  | G | V | N | P | PF  | PS  |
| ---- | ------------------------------- | ---- | - | - | - | - | --- | --- |
| 1    | Lelystad Commanders             | .750 | 8 | 6 | 0 | 2 | 152 | 104 |
| 2    | Hilversum Hurricanes            | .750 | 8 | 6 | 0 | 2 | 179 | 91  |
| 3    | Arnhem Falcons                  | .625 | 8 | 5 | 0 | 3 | 177 | 120 |
| 4    | Lightning Leiden                | .375 | 8 | 3 | 0 | 5 | 143 | 149 |
| 5    | 010 Trojans/ Spijkenisse Scouts | .000 | 8 | 0 | 0 | 8 | 56  | 241 |

## Playoff

### Tabellone
|  | Semifinali | Semifinali           | Semifinali |                      |    | XXXIV Tulip Bowl    | XXXIV Tulip Bowl | XXXIV Tulip Bowl |  |
|  |            |                      |            |                      |    |                     |                  |                  |  |
|  | 1          | Lelystad Commanders  | 25         |                      |    |                     |                  |                  |  |
|  | 1          | Lelystad Commanders  | 25         |                      |    |                     |                  |                  |  |
|  | 4          | Lightning Leiden     | 20         |                      |    |                     |                  |                  |  |
|  | 4          | Lightning Leiden     | 20         |                      | 1  | Lelystad Commanders | 13               |                  |  |
|  |            |                      |            |                      | 1  | Lelystad Commanders | 13               |                  |  |
|  |            |                      | 2          | Hilversum Hurricanes | 24 |                     |                  |                  |  |
|  | 3          | Arnhem Falcons       | 2          | Hilversum Hurricanes | 24 | 14                  |                  |                  |  |
|  | 3          | Arnhem Falcons       |            |                      |    |                     |                  |                  |  |
|  | 2          | Hilversum Hurricanes | 27         |                      |    |                     |                  |                  |  |

### Semifinali
| 23 giugno 2018 | Hilversum Hurricanes | 27 – 14 | Arnhem Falcons |  |

| 24 giugno 2018 | Lelystad Commanders | 25 – 20 | Lightning Leiden |  |

### XXXIV Tulip Bowl
| Amsterdam 8 luglio 2018, ore 16:00 | Hilversum Hurricanes | 24 – 13 | Lelystad Commanders | Sportpark Sloten |

## Verdetti
- Hilversum Hurricanes Campioni dei Paesi Bassi 2018 (3º titolo)